# آئت ماته
آئت ماته (استونیایی: Aet Maatee؛ زادهٔ ۱۰ نوامبر ۱۹۶۱) سیاستمدار و نماینده سابق مجلس اهل استونی است.